# Cadempino
Cadempino är en ort och kommun  i distriktet Lugano i kantonen Ticino, Schweiz. Kommunen har 1 580 invånare (2023).